# لئو شارپ
لئو ارل شارپ سینیور (به انگلیسی: Leo Earl Sharp Sr) همچنین به عنوان ال تاتا نیز شناخته می‌شود. یک سرباز سابق جنگ جهانی دوم آمریکایی، باغبان، و پیک مواد مخدر برای یک شعبه کارتل داروئی سینالوا بود. و سرانجام توسط جف مور، نماینده ویژه اداره مبارزه با مواد مخدر آمریکا در سال ۲۰۱۱ دستگیر شد.

## اوایل زندگی
شارپ در شهر میشیگان، ایندیانا متولد شد و در دیترویت، میشیگان بزرگ شد.
شارپ در نبرد ایتالیا (جنگ جهانی دوم) جنگید و برای خدمات خود یک نشان ستاره برنزی دریافت کرد.

## مرگ
شارپ در تاریخ ۱۲ دسامبر ۲۰۱۶ در سن ۹۲ سالگی در حومه میشیگان به دلایل طبیعی درگذشت. وی در گورستان یادبود ملی اقیانوس آرام در هونولولو به خاک سپرده شده است.

## در فرهنگ عامه
فیلم سینمایی قاطر (فیلم ۲۰۱۸) بر اساس زندگی شارپ ساخته شده‌است. کلینت ایستوود و بردلی کوپر از بازیگران اصلی این فیلم هستند. 